# Urała
Urała (ros. Урала) – wieś w Rosji, w Dagestanie, w rejonie gunibskim. W 2010 liczyła 61 mieszkańców, głównie Awarów.